# مدال کاپلی
مدال کاپلی یا نشان کاپلی (به انگلیسی: Copley Medal) جایزه‌ای علمی است که هرساله توسط انجمن سلطنتی لندن به خاطر دستاوردهای برجسته، پژوهشی در هر رشتهٔ علمی از علوم فیزیکی گرفته تا علوم زیست‌شناسی اعطا می‌شود. این نشان که قدیمی‌ترین جایزهٔ انجمن سلطنتی است که هنوز هم اعطا می‌شود و احتمالاً قدیمی‌ترین جایزه علمی موجود در جهان است، برای اولین بار در سال ۱۷۳۱ به استفن گری به خاطر آزمایش‌های جدیدش در مورد الکتریسیته: به عنوان تشویقی برای او که اغلب با کشفیاتش نشان می‌داد که برای خدمت به جامعه آمادگی دارد و پیشرفت در این بخش از دانش طبیعی، داده شد.

## تاریخچه
این مدال پس از اهدا ۱۰۰ £ توسط سرگادفری کاپلی برای انجام آزمایش ایجاد شد و چندین سال هم مقدارش همان ۱۰۰ پوند بود. شرایط اعطای مدال چندین بار تغییر کرده‌است. در ۱۷۳۶، پیشنهاد شد که «یک مدال یا جایزه افتخاری دیگری به کسی اهدا شود که آزمایشش به بهترین نحو ممکن تأیید شده‌است.» و تا سال ۱۸۳۱ این مطلب به صورت قانون باقی ماند تا اینکه شرایط تغییر کرد وقرار شد مدال به پژوهش‌گری داده شود که شورای انجمن سلطنتی او را شایسته‌ترین فرد برای دریافت مدال تشخیص دهد. A در سال ۱۸۸۱ سر جوزف ویلیام کاپلی برای دومین بار مبلغ ۱۶۶۶ پوند، ۱۳ s و ۴d اهدا کرد؛ و این مبلغ برای اهدا مدال استفاده شد. مدال در قالب فعلی از نقره طلاپوش ساخته شده و به همراه یک جایزه ۲۵٬۰۰۰ پوندی داده می‌شود.
از زمان اعطای آن، این جایزه به بسیاری از دانشمندان برجسته داده شده‌است، شامل ۵۲ نفر از برندگان جایزه نوبل: ۱۷ نفر در فیزیک، ۲۱ نفر در فیزیولوژی و پزشکی، و ۱۴ نفر در شیمی.
جان تیافیلیس دزاگولیه با سه بار، در ۱۷۳۴، ۱۷۳۶ و ۱۷۴۱، بیشترین تعداد دریافت کننده جایزه بوده‌است، دوروتی هاجکین با دریافت آن در سال ۱۹۷۶ اولین زن دریافت‌کننده مدال کاپلی است، و ژوسلین بل بورنل در سال ۲۰۲۱ دومین زنی شد که این مدال را دریافت کرده‌است.

## دریافت‌کنندگان مدال
| سال  | تصویر | نام                                           | دلیل | یادداشت       |
| ---- | ----- | --------------------------------------------- | --- | ------------- |
| ۱۷۳۱ |       | استیون گری                                    | برای آزمایش‌های جدید الکتریکی وی: به عنوان تشویقی برای او که اغلب با کشفیاتش نشان می‌داد که برای خدمت به جامعه آمادگی دارد و پیشرفت در این بخش از دانش طبیعی | [ ۵ ]         |
|      |       | استیون گری                                    | به خاطر «آزمایشهایی که در سال ۱۷۳۲ انجام داد.» | [ ۵ ]         |
| ۱۷۳۳ |       | جایزه‌ای داده نشد                              | — | —             |
| ۱۷۳۴ |       | جان تیافیلیس دزاگولیه                         | با توجه به «چندین آزمایشی که در حضور اعضای انجمن سلطنتی انجام داد.» | [ ۶ ]         |
| ۱۷۳۵ |       | جایزه‌ای داده نشد                              | — | —             |
| ۱۷۳۶ |       | جان تیافیلیس دزاگولیه                         | به خاطر «آزمایشهایی که در طول سال انجام داد.» | [ ۶ ]         |
| ۱۷۳۷ |       | جان بلچیر                                     | به خاطر «آزمایشش برای نشان دادن خاصیت رژیم غذایی ریشه روناس در رنگ کردن استخوان‌های حیوانات زنده به رنگ قرمز» | [ ۷ ]         |
| ۱۷۳۸ |       | جیمز والو                                     | به خاطر «اختراع دستگاهی که تیرها را برای پایه پلی که در وست‌مینستر در حال ساخت بود حمل می‌کرد و عملاً کار آن به جامعه نشان داده شده بود.» | —             |
| ۱۷۳۹ |       | استیون هلز                                    | به خاطر «آزمایش‌هایی که برای کشف داروهایی به منظور حل کردن سنگ‌ها و نگهداری گوشت در سفرهای طولانی دریایی انجام داد.» | [ ۸ ]         |
| ۱۷۴۰ |       | الکساندر استوارت                              | به خاطر «سخنرانی‌هایش در مورد حرکت ماهیچه‌ای. علاوه بر آن به خاطر خدماتش به انجمن و مراقبتش از آن و دردهایی که به خاطر این کار تحمل کرده‌است.» | [ ۹ ]         |
| ۱۷۴۱ |       | جان تیافیلیس دزاگولیه                         | به خاطر «آزمایشهایی که به منظور کشف خواص الکتریسیته انجام داد. به علاوه کمکی به او (به عنوان سرپرست) آنجا در همان سال» | [ ۶ ]         |
| ۱۷۴۲ |       | کریستوفر میدلتون                              | به خاطر «مکاتبه با انجمن در مورد مشاهداتش که به منظور کشف گذرگاه شمال غربی به هند شرقی از طریق خلیج هادسون انجام داده بود.» | [ ۱۰ ]        |
| ۱۷۴۳ |       | آبراهام ترمبلی                                | به خاطر «آزمایش‌هایش در مورد سرده هیدرا» | —             |
| ۱۷۴۴ |       | هنری بیکر                                     | به خاطر «آزمایش‌های کمیاب مربوط به بلوری شدن یا آرایش مولکولی ذرات بسیار ریز مواد شور حل شده در یک حلال» | [ ۱۱ ]        |
| ۱۷۴۵ |       | ویلیام واتسون                                 | به خاطر «کشفیات شگفت‌آورش در پدیدهٔ الکترسیته که در آخرین آزمایش‌هایش به نمایش گذاشته بود.» | [ ۱۲ ]        |
| ۱۷۴۶ |       | بنجامین رابینز                                | به خاطر «آزمایش‌های کنجکاوانه‌اش در نشان دادن مقاومت هوا، و قوانین‌اش برای ایجاد دکترین خودش در مورد حرکت موشک‌ها» | [ ۱۳ ]        |
| ۱۷۴۷ |       | گوین نایت                                     | به خاطر «چندین آزمایش خیلی کمیابی که توسط او با مغناطیس طبیعی و مصنوعی انجام شد.» | [ ۱۴ ]        |
| ۱۷۴۸ |       | جیمز بردلی                                    | به خاطر «کشفیات بسیار کمیاب و شگفت‌انگیزش در مورد حرکت ظاهری ستاره‌های ثابت و دلایل چنین حرکت ظاهری» | [ ۱۵ ]        |
| ۱۷۴۹ |       | جان هریسون                                    | به خاطر «ابزارهای بسیار نادری که توسط او برای تعیین دقیق زمان اختراع شدند.» | [ ۱۶ ]        |
| ۱۷۵۰ |       | جرج ادواردز                                   | به خاطر «کتاب بسیار نادر «تاریخ طبیعی پرندگان» که به تازگی توسط وی منتشر شده بود و حاوی تصاویر ۲۰۹ پرنده مختلف و حدود ۲۰ جانور چهارپا، مار، ماهی و حشره بسیار کمیاب بود که او با ظرافت نقاشی و با رنگهای مناسب آن‌ها را تزیین کرده بود.» | [ ۱۷ ]        |
| ۱۷۵۱ |       | جان کانتون                                    | به خاطر «ارتباط با انجمن و اجرای نمایش در برابر آن‌هااز روش ساخت کمیاب مغناطیس مصنوعی بدون استفاده از موادطبیعی» | [ ۱۸ ]        |
| ۱۷۵۲ |       | جان پرینگل                                    | به خاطر «آزمایشهای خیلی دقیق و مفید او و مشاهداتش در مورد مواد عفونی و ضدعفونی که در مورد آن‌ها با انجمن مکاتبه شد.» | [ ۱۹ ]        |
| ۱۷۵۳ |       | بنجامین فرانکلین                              | به خاطر «شرحی از آزمایش‌ها و مشاهدات کمیابش در مورد الکترسیته» | [ ۲۰ ]        |
| ۱۷۵۴ |       | ویلیام لوئیس                                  | به خاطر «آزمایش‌های زیادی که روی پلاتین انجام داد، که می‌توان از روی آن‌ها پیچیدگی طلا را کشف کرد: که کاملاً آن را کامل قصد داشت آن‌ها را تکمیل کند، اما مجبور شد برای جلوگیری از درخواست مواد در آینده آن‌ها را متوقف کند.» | [ ۲۱ ]        |
| ۱۷۵۵ |       | جان هاکسهام                                   | به خاطر «آزمایشهای فراوان مفیدی که روی آنتیموان انجام داد و شرح یکی از آن‌ها در برابر اعضای جامعه خوانده شده بود.» | [ ۲۲ ]        |
| ۱۷۵۶ |       | جایزه‌ای داده نشد                              | — | —             |
| ۱۷۵۷ |       | لرد چارلز کاوندیش                             | به خاطر «اختراع خیلی مفید و کمیاب او در ساخت دماسنج، که بیشترین و کمترین درجه حرارت را در هر زمانی و در غیاب مشاهده‌گر نشان می‌داد.» | [ ۱۴ ]        |
| ۱۷۵۸ |       | جان دولاند                                    | به خاطر «آزمایش‌های کمیاب و کشفیاتش در مورد تغییرپذیری متفاوت پرتوهای نور، که شرح آن برای انجمن فرستاده شد.» | [ ۲۳ ]        |
| ۱۷۵۹ |       | جان اسمیتون                                   | به خاطر «آزمایشهای جالب او دربارهٔ چرخهای آبی و آسیابهای بادی که به اطلاع انجمن رسیده بود. برای پژوهش تجربی‌اش در مورد قدرت آب و باد در به حرکت درآوردن آسیاب» | [ ۲۴ ]        |
| ۱۷۶۰ |       | بنجامین ویلسون                                | به خاطر «آزمایشهای نادرش در مورد الکترسیته که در طول سال در مورد آن با انجمن مکاتبه شد.» | [ ۲۵ ]        |
| ۱۷۶۱ |       | جایزه‌ای داده نشد                              | — | —             |
| ۱۷۶۲ |       | جایزه‌ای داده نشد                              | — | —             |
| ۱۷۶۳ |       | جایزه‌ای داده نشد                              | — | —             |
| ۱۷۶۴ |       | جان کانتون                                    | به خاطر «آزمایشهای بسیار مبتکرانه و زیبا در مورد موتور پمپ و کندانسور هوا، برای اثبات تراکم پذیری آب و برخی مایعات دیگر» | [ ۱۸ ]        |
| ۱۷۶۵ |       | جایزه‌ای داده نشد                              | — | —             |
| ۱۷۶۶ |       | ویلیام براون‌ریگ، ادوارد دلاوال و هنری کاوندیش | "For an experimental enquiry into the Mineral Elastic Spirit, or Air, contained in Spa-Water; as well as into the Mephitic qualities of this Spirit. (براون‌ریگ) به خاطر «آزمایش‌ها و مشاهداتش در مورد ارتباط وزن مخصوص چند فلز با رنگ آن‌ها زمان ترکیب در یک ظرف شیشه‌ای، و همین‌طور خصوصیات دیگر آن‌ها». (دلاوال) به خاطر «مقاله‌اش که همان سال برای انجمن فرستاد و حاوی آزمایش‌های مربوط به هوای ثابت بود.» (کاوندیش)                                                                         | [ ۲۶ ]        |
| ۱۷۶۷ |       | جان الیس                                      | به خاطر «مقاله‌های سال ۱۷۶۷ او در مورد طبیعت جانور گیاهسانی به نام کورالینا واکتینیا سوسیاتا، یا گل‌سان زبان خوشه‌ای، که از سواحل جزایر جدیداً منتقل‌شده به انگلستان یافته بود.» | [ ۲۷ ]        |
| ۱۷۶۸ |       | پیتر ولف                                      | به خاطر «آزمایش‌های او بر روی تقطیر اسیدها، آمونیاک و دیگر مواد» | [ ۲۸ ]        |
| ۱۷۶۹ |       | ویلیام هیوسن                                  | به خاطر «دو مقاله‌اش، تحت عناوین، سیستم لنفاوی در دوزیستان – و سیستم لنفاوی در ماهی» | —             |
| ۱۷۷۰ |       | ویلیام همیلتون                                | «به خاطر مقاله‌اش تحت عنوان شرحی از مسافرت به کوه اتنا» | [ ۲۹ ]        |
| ۱۷۷۱ |       | متیو راپر                                     | به خاطر «مقاله‌اش تحت عنوان پرس و جو دربارهٔ ارزش پولهای یونان باستان و روم» |               |
| ۱۷۷۲ |       | جوزف پریستلی                                  | به خاطر «شرح آزمایشهای مفید فراوان و کنجکاوانه‌در مورد مشاهداتش» |               |
| ۱۷۷۳ |       | جان والش                                      | به خاطر «مقاله‌اش در مورد اژدر» | [ ۳۰ ]        |
| ۱۷۷۴ |       | «جایزه‌ای داده نشد»                            | — | —             |
| ۱۷۷۵ |       | نویل مسکلین                                   | به خاطر «مشاهدات نادر و پرزحمتی که روی جاذبهٔ کوه‌ها در شی‌هَلین اسکاتلند انجام داده بود.» | [ ۳۱ ]        |
| ۱۷۷۶ |       | جیمز کوک                                      | به خاطر «مقاله‌اش در مورد روشی که برای حفظ سلامت کارکنان کشتی اچ‌ام در طول سفر آخرش به دور دنیا به کار برده بود، و این مسئله برای عموم مردم خیلی اهمیت داشت.» | [ ۳۲ ]        |
| ۱۷۷۷ |       | جان ماج                                       | "On account of his valuable Paper containing directions for making the best Composition for the metals of Reflecting Telescopes; together with a description of the process for grinding, polishing, and giving the best speculum the true parabolic form" | —             |
| ۱۷۷۸ |       | چارلز هاتون                                   | به خاطر «مقاله‌اش با عنوان نیروی باروت آتش گرفته و سرعت اولیه توپ که با آزمایشات تعیین شده‌است.» | [ ۳۳ ]        |
| ۱۷۷۹ |       | جایزه‌ای داده نشد                              | — | —             |
| ۱۷۸۰ |       | ساموئل وینس                                   | به خاطر «مقاله‌اش تحت عنوان "بررسی اصول حرکت پیشرونده و چرخشی "که در نشریه علمی تبادلات فلسفی چاپ شد.» | [ ۳۴ ]        |
| ۱۷۸۱ |       | ویلیام هرشل                                   | به خاطر «کشف یک ستاره جدید و منحصر به فرد،کشفی که افتخار ویژه‌ای نصیب او کرد. به احتمال زیاد، این ستاره سال‌ها و شاید قرن‌ها، در محدودۀ دید نجومی بوده و هنوز هم هست،اما از دید سخت‌کوش ترین پژوهشگران هم پنهان مانده بود.» | [ ۳۵ ]        |
| ۱۷۸۲ |       | ریچارد کیروان                                 | به عنوان «پاداشی برای قدردانی از زحمات وی در علم شیمی، و تجزیه شیمیایی نمکها» | [ ۳۴ ]        |
| ۱۷۸۳ |       | جان گودریک و توماس هاچینز                     | به خاطر «کشف دوره تغییر نور در ستارۀ رأس‌الغول. (گودریک)" به خاطر « آزمایش‌هایی که برای تعیین نقطه انجماد جیوه انجام داد.» (هاچینز)" | [ ۳۴ ]        |
| ۱۷۸۴ |       | ادوارد وارینگ                                 | "For his Mathematical Communications to the Society. For his Paper On the Summation of Series, whose general term is a determinate function of z the distance from the first term of the series" | [ ۳۶ ]        |
| ۱۷۸۵ |       | ویلیام روی                                    | به خاطر « اندازه‌گیری ریشۀ تیغستان هانزلو» | [ ۳۷ ]        |
| ۱۷۸۶ |       | جایزه‌ای داده نشد                              | — | —             |
| ۱۷۸۷ |       | جان هانتر                                     | "به خاطر « سه مقاله‌اش: در مورد تخمدان، در مورد ماهیت سگ ، گرگ و گونه‌های شغال و در مورد آناتومی نهنگ‌ها که در سال ۱۷۸۷ در مجله تبادلات فلسفی چاپ شد. | [ ۳۸ ]        |
| ۱۷۸۸ |       | چارلز بلگدن                                   | به خاطر « دو مقاله‌اش در مورد انجماد که در آخرین(هفتادو هشتمین) جلد مجله تبادلات فلسفی چاپ شد.» | [ ۳۹ ]        |
| ۱۷۸۹ |       | ویلیام مورگان                                 | به خاطر « دو مقاله‌اش در مورد ارزش جهش و بقا که در دو جلد آخر مجله تبادلات فلسفی چاپ شد.» | [ ۴۰ ]        |
| ۱۷۹۰ |       | جایزه‌ای داده نشد                              | — | —             |
| ۱۷۹۱ |       | جیمز رنل و ژان-آندره دولوک                    | به خاطر«مقاله او در مورد سرعت سفرهایی که توسط شترها انجام شده است.و در آخرین (هشتاد و یکمین) جلد مجله تبادلات فلسفی چاپ شد.» (رنل) به خاطر «پیشرفت‌هایش در رطوبت سنجی.» (دولوک) | [ ۴۱ ]        |
| ۱۷۹۲ |       | بنجامین تامسون                                | به خاطر « مقالات مختلف او در مورد خواص و ارتباطات گرما» | [ ۴۲ ]        |
| ۱۷۹۳ |       | جایزه‌ای داده نشد                              | — | —             |
| ۱۷۹۴ |       | آلساندرو ولتا                                 | "For his several Communications explanatory of certain Experiments published by Professor Galvani" | [ ۴۱ ]        |
| ۱۷۹۵ |       | جسی رمسدن                                     | "For his various inventions and improvements in the construction of the Instruments for the Trigonometrical measurements carried on by the late Major General Roy, and by Lieut. Col. Williams and his associates" | [ ۴۳ ]        |
| ۱۷۹۶ |       | جورج اتوود                                    | "For his Paper on the construction and analysis of geometrical propositions determining the positions assumed by homogeneal bodies which float freely, and at rest; and also determining the Stability of Ships and other floating bodies" | [ ۴۴ ]        |
| ۱۷۹۷ |       | جایزه‌ای داده نشد                              | — | —             |
| ۱۷۹۸ |       | جرج شاکبرگ-ایولین و چارلز هاچت                | به خاطر «مکاتبات مختلف او با انجمن سلطنتی که در نشریه علمی تبادلات فلسفی چاپ شد.» (ایولین) به خاطر «مکاتبات مختلف او با انجمن سلطنتی در مورد شیمی که در نشریه علمی تبادلات فلسفی چاپ شد.» (هاچت) | [ ۴۵ ]        |
| ۱۷۹۹ |       | جان هلینز                                     | به خاطر «راه‌حل اثبات شده‌اش برای یک مسئلهٔ مربوط به کیهان‌شناسی فیزیکی و چاپ آن در نشریه علمی تبادلات فلسفی در سال ۱۸۹۸؛ و دیگر مقالات ریاضی‌اش» | [ ۴۶ ]        |
| ۱۸۰۰ |       | ادوارد چارلز هاوارد                           | به خاطر «مقاله‌اش در مورد جیوه قابل اشتعال جدید» | [ ۴۷ ]        |
| ۱۸۰۱ |       | استلی کوپر                                    | به خاطر «مقالاتش – در مورد اثراتی که از بین رفتن پردهٔ گوش موجب آن می‌شود؛ به همراه شرحی از یک عمل جراحی برای از بین بردن گونه خاصی از ناشنوایی» | [ ۴۸ ]        |
| ۱۸۰۲ |       | ویلیام هاید والستن                            | به خاطر «مقالات مختلف او که در نشریه علمی تبادلات فلسفی چاپ شد.» | [ ۴۹ ]        |
| ۱۸۰۳ |       | ریچارد چنویکس                                 | به خاطر «مقالات مختلفش در رشته شیمی که در نشریه علمی تبادلات فلسفی چاپ شد.» | [ ۵۰ ]        |
| ۱۸۰۴ |       | اسمیتسون تنانت                                | به خاطر «کشفیات گوناگون او در زمینه شیمی که در مورد آن‌ها با انجمن مکاتبه کرده بود و در چندین جلد نشریه علمی تبادلات فلسفی چاپ شد.» | [ ۵۱ ]        |
| ۱۸۰۵ |       | همفری دیوی                                    | به خاطر «مکاتبات گوناگون او که در نشریه علمی تبادلات فلسفی چاپ شد.» | [ ۵۲ ]        |
| ۱۸۰۶ |       | توماس اندرو نایت                              | به خاطر «مقالات مختلف او درمورد پوشش گیاهی که در نشریه علمی تبادلات فلسفی چاپ شد.» | [ ۵۳ ]        |
| ۱۸۰۷ |       | اورارد هوم                                    | به خاطر «مقالات مختلف او درمورد کالبدشناسی و فیزیولوژی که در نشریه علمی تبادلات فلسفی چاپ شد.» | —             |
| ۱۸۰۸ |       | ویلیام هنری                                   | به خاطر «مقالات مختلف او که برای جامعه سلطنتی فرستاده شده و در نشریه علمی تبادلات فلسفی چاپ شد.» | —             |
| ۱۸۰۹ |       | ادوارد تروستون                                | به خاطر «شرحی در مورد روش او برای تقسیم وسایل نجومی که درجلد آخر نشریه علمی تبادلات فلسفی چاپ شد.» | [ ۵۴ ]        |
| ۱۸۱۰ |       | جایزه‌ای داده نشد                              | — | —             |
| ۱۸۱۱ |       | بنیامین کالینز بردی                           | | [ ۵۵ ]        |
| ۱۸۱۲ |       | جایزه‌ای داده نشد                              | — | —             |
| ۱۸۱۳ |       | ویلیام توماس براند                            | | —             |
| ۱۸۱۴ |       | جیمز ایوری                                    | به خاطر «مشارکت‌های ریاضی گوناگون او که در نشریه علمی تبادلات فلسفی چاپ شد.» | [ ۵۶ ]        |
| ۱۸۱۵ |       | دیوید بروستر                                  | به خاطر «مقاله‌اش در مورد پراش نور به وسیله انعکاس آن از اجسام شفاف که در نشریه علمی تبادلات فلسفی چاپ شد.» | [ ۵۷ ]        |
| ۱۸۱۶ |       | جایزه‌ای داده نشد                              | — | —             |
| ۱۸۱۷ |       | هنری کاتر                                     | به خاطر «آزمایش‌هایش روی آونگ» | [ ۵۸ ]        |
| ۱۸۱۸ |       | رابرت سپینگز                                  | به خاطر «مقالاتش در مورد ساختمان کشتی‌های جنگی که در نشریه علمی تبادلات فلسفی چاپ شد.» | —             |
| ۱۸۱۹ |       | جایزه‌ای داده نشد                              | — | —             |
| ۱۸۲۰ |       | هانس کریستین اورستد                           | به خاطر «اکتشافات در موردالکترو-مغناطیس» | [ ۵۹ ]        |
| ۱۸۲۱ |       | ادوارد سابین و جان هرشل                       | به خاطر «مکاتباتش با انجمن سلطنتی در مورد پژوهش‌هایی که در آخرین سفر اکتشافی به قطب شمال انجام داده بود.» (سابین) به خاطر «مقالاتش که در نشریه علمی تبادلات فلسفی چاپ شد.» (هرشل) | [ ۶۰ ]        |
| ۱۸۲۲ |       | ویلیام باکلند                                 | به خاطر «مقاله‌اش در مورد فسیل دندان و استخوانهای کرکودیلی که در یک غار کشف شد.» | [ ۶۱ ]        |
| ۱۸۲۳ |       | جان پاند                                      | به خاطر «مکاتبه‌های گوناگون او با انجمن سلطنتی» | —             |
| ۱۸۲۴ |       | جان برینکلی                                   | به خاطر «مکاتبه‌های گوناگون او با انجمن سلطنتی» | [ ۶۲ ]        |
| ۱۸۲۵ |       | فرانسوا آراگو و پیتر بارلو                    | "For the Discovery of the Magnetic Properties of substances not containing Iron. For the Discovery of the power of various bodies, principally metallic, to receive magnetic impressions, in the same, though in a more evanescent manner than malleable Iron, and in an infinitely less intense degree. (Arago)" "For his various Communications on the subject of Magnetism. (Barlow)"                                                                                                 | [ ۶۳ ]        |
| ۱۸۲۶ |       | جیمز ساوت                                     | "For his observations of Double Stars, and his Paper on the Discordances between the Suns observed and computed Right Ascensions, published in the Transactions of the Society. For his Paper of Observations of the Apparent Distances and Positions of Four Hundred and Fifty-eight Double and Triple Stars, published in the present volume (1826, Part 1.) of the Transactions" | [ ۶۴ ]        |
| ۱۸۲۷ |       | ویلیام پرووت و فوستر                          | "For his Paper entitled, On the ultimate Composition of simple alimentary substances, with some preliminary remarks on the analysis of organized bodies in general. (Prout)" "For his magnetic and other observations made during the Arctic expedition to Port Bowen. (Foster)" | [ ۶۵ ]        |
| ۱۸۲۸ |       | جایزه‌ای داده نشد                              | — | —             |
| ۱۸۲۹ |       | جایزه‌ای داده نشد                              | — | —             |
| ۱۸۳۰ |       | جایزه‌ای داده نشد                              | — | —             |
| ۱۸۳۱ |       | جورج بیدل ایری                                | "For his Papers, On the principle of the construction of the Achromatic Eye-pieces of Telescopes, – On the Spherical Aberration of the Eye-pieces of Telescopes, and for other Papers on Optical Subjects in the Transactions of the Cambridge Philosophical Society" | [ ۶۶ ]        |
| ۱۸۳۲ |       | مایکل فارادی و سیمون دنی پواسون               | "For his discovery of Magneto-Electricity as detailed in his Experimental Researches in Electricity, published in the Philosophical Transactions for the present year. (Faraday)" "For his work entitled, Nouvelle Theorie de lAction Capillaire. (Poisson)" | [ ۶۷ ]        |
| ۱۸۳۳ |       | جایزه‌ای داده نشد                              | — | —             |
| ۱۸۳۴ |       | جیووانی آنتونیو آمدمئو پلانا                  | به خاطر مقاله‌اش با عنوان «نظریه حرکت ماه» | [ ۶۸ ]        |
| ۱۸۳۵ |       | ویلیام اسنو هریس                              | "For his experimental investigations of the force of electricity of high intensity contained in the Philosophical Transactions of 1834" | [ ۵۲ ]        |
| ۱۸۳۶ |       | یاکوب برسلیوس و فرانسیس کیهرنان               | "For his systematic application of the doctrine of definite proportions to the analysis of mineral bodies, as contained in his Nouveau Systeme de Mineralogie, and in other of his works. (برسلیوس)" "For his discoveries relating to the structure of the liver, as detailed in his paper communicated to the Royal Society, and published in the Philosophical Transactions for 1833. (کیهرنان)"                                                                                       | —             |
| ۱۸۳۷ |       | آنتوان سزار بکرل و جان فردریک دانیل           | "For his various memoirs on the subject of electricity, published in the Memoires deacademie Royale des Sciences de lInstitut de France, and particularly for those on the production of crystals of metallic sulphurets and of sulphur, by the long-continued action of electricity of very low tension, and published in the tenth volume of those Memoires. (Becquerel)" "For his two papers on voltaic combinations published in the Philosophical Transactions for 1836. (Daniell)" | [ ۶۹ ]        |
| ۱۸۳۸ |       | کارل فریدریش گاوس و مایکل فارادی              | به خاطر «اختراعات و پژوهش‌های ریاضی او در مورد مغناطیس.» (گاوس)» به خاطر «پژوهش‌های ویژه در القاء الکتریکی». (فارادی)» | [ ۷۰ ]        |
| ۱۸۳۹ |       | رابرت براون                                   | به خاطر «اکتشافات وی با موضوع بارورسازی سبزیجات طی چند سال» = | [ ۷۱ ]        |
| ۱۸۴۰ |       | یوستوس فون لیبیش و ژاک شارل فرانسوا استورم    | | [ ۷۲ ] [ ۷۳ ] |
| ۱۸۴۱ |       | گئورگ زیمون اهم                               | | [ ۷۴ ]        |
| ۱۸۴۲ |       | جیمز مک کاللا                                 | | [ ۷۵ ]        |
| ۱۸۴۳ |       | ژان-بتیست دوما                                | | —             |
| ۱۸۴۴ |       | کارلو ماتئوچی                                 | به خاطر «پژوهش‌های مختلف وی در زمینه الکترسیتهٔ حیوانات» | [ ۷۶ ]        |
| ۱۸۴۵ |       | تئودور شوان                                   | | —             |
| ۱۸۴۶ |       | اوربن لو وریه                                 | | [ ۷۷ ]        |
| ۱۸۴۷ |       | جان هرشل                                      | "For his work entitled Results of Astronomical Observations made during the years 1834, 1835, 1836, 1837 and 1838, at the Cape of Good Hope; being a completion of a telescopic survey of the whole surface of the visible heavens, commenced in 1825" | [ ۶۰ ]        |
| ۱۸۴۸ |       | جان کاوچ آدامز                                | "For his investigations relative to the disturbances of Uranus, and for his application of the inverse problem of perturbations thereto" | [ ۷۸ ]        |
| ۱۸۴۹ |       | رودریک مورچیسون                               | | —             |
| ۱۸۵۰ |       | پیتر اندریاس هانسن                            | به خاطر «پژوهش‌هایش در کیهان‌شناسی فیزیکی» | [ ۵۲ ]        |
| ۱۸۵۱ |       | ریچارد اوون                                   | | [ ۷۹ ]        |
| ۱۸۵۲ |       | الکساندر فون هومبولت                          | | [ ۸۰ ]        |
| ۱۸۵۳ |       | هاینریش ویلهلم دووه                           | به خاطر «کارش روی توزیع گرما در سطح زمین» | —             |
| ۱۸۵۴ |       | یوهانس پتر مولر                               | "For his important contributions to different branches of physiology and comparative anatomy, and particularly for his researches on the embryology of the Echinodermata, contained in a series of memoirs published in the Transactions of the Royal Academy of Sciences of Berlin" | [ ۸۱ ]        |
| ۱۸۵۵ |       | لئون فوکو                                     | به خاطر «پژوهش‌های گوناگونش در فیزیک تجربی» | [ ۵۲ ]        |
| ۱۸۵۶ |       | هنری میلن ادواردز                             | به خاطر «پژوهش‌های گوناگونش در کالبدشکافی مقایسه‌ای و جانورشناسی» | —             |
| ۱۸۵۷ |       | میشل اوژن شورول                               | | [ ۵۲ ]        |
| ۱۸۵۸ |       | چارلز لایل                                    | | [ ۵۲ ]        |
| ۱۸۵۹ |       | ویلهلم ادوارد وبر                             | | [ ۸۲ ]        |
| ۱۸۶۰ |       | روبرت بونزن                                   | | [ ۵۲ ]        |
| ۱۸۶۱ |       | لویی آگاسی                                    | | [ ۵۲ ]        |
| ۱۸۶۲ |       | توماس گراهام                                  | | [ ۸۳ ]        |
| ۱۸۶۳ |       | آدام سجویک                                    | | [ ۸۴ ]        |
| ۱۸۶۴ |       | چارلز داروین                                  | به خاطر «پژوهش‌های مهمش در زمین‌شناسی، جانورشناسی و فیزیولوژی گیاهی» | [ ۵۲ ]        |
| ۱۸۶۵ |       | میشل شال                                      | به خاطر «پژوهش‌های تاریخی و اصیلش در هندسه محض» | [ ۸۵ ]        |
| ۱۸۶۶ |       | یولیوس پلوکر                                  | | [ ۸۶ ]        |
| ۱۸۶۷ |       | کارل ارنست فون بائر                           | | [ ۵۲ ]        |
| ۱۸۶۸ |       | چارلز ویتستون                                 | | [ ۵۲ ]        |
| ۱۸۶۹ |       | آنری ویکتور رگنولت                            | | [ ۵۲ ]        |
| ۱۸۷۰ |       | جیمز ژول                                      | | [ ۵۲ ]        |
| ۱۸۷۱ |       | یولیوس روبرت فون مایر                         | | [ ۵۲ ]        |
| ۱۸۷۲ |       | فریدریش وولر                                  | "For his numerous contributions to the science of chemistry, and more especially for his researches on the products of the decomposition of cyanogens by ammonia; on the derivatives of uric acid; on the benzoyl series; on boron, silicon, & their compounds; and on meteoric stones" | [ ۵۲ ]        |
| ۱۸۷۳ |       | هرمان فون هلمهولتز                            | به خاطر «پژوهش‌هایش در زمینه فیزیک و فیزیولوژی» | [ ۸۷ ]        |
| ۱۸۷۴ |       | لویی پاستور                                   | به خاطر «پژوهش‌هایش در مورد تخمیر و پوست» | [ ۵۲ ]        |
| ۱۸۷۵ |       | آوگوست ویلهلم فون هفمان                       | | [ ۸۸ ]        |
| ۱۸۷۶ |       | کلود برنارد                                   | به خاطر «مشارکت‌های بی‌شمارش در علم فیزیولوژی» | [ ۵۲ ]        |
| ۱۸۷۷ |       | جیمز دوایت دانا                               | "For his biological, geological, and mineralogical investigations, carried on through half a century, and for the valuable works in which his conclusions and discoveries have been published" | [ ۵۲ ]        |
| ۱۸۷۸ |       | ژان-بتیست بوسانگو                             | "For his long-continued and important researches and discoveries in agricultural chemistry" | [ ۸۹ ]        |
| ۱۸۷۹ |       | رودلف کلاوزیوس                                | | [ ۹۰ ]        |
| ۱۸۸۰ |       | جیمز جوزف سیلوستر                             | | [ ۹۱ ]        |
| ۱۸۸۱ |       | چارلز-آدولف ورتز                              | | —             |
| ۱۸۸۲ |       | آرتور کیلی                                    | | [ ۹۲ ]        |
| ۱۸۸۳ |       | ویلیام تامسون                                 | | [ ۹۳ ]        |
| ۱۸۸۴ |       | کارل لودویگ                                   | | —             |
| ۱۸۸۵ |       | فریدریش آوگوست ککوله                          | | [ ۵۲ ]        |
| ۱۸۸۶ |       | فرانتس ارنست نویمان                           | | [ ۹۴ ]        |
| ۱۸۸۷ |       | جوزف دالتون هوکر                              | | [ ۵۲ ]        |
| ۱۸۸۸ |       | توماس هنری هاکسلی                             | | [ ۵۲ ]        |
| ۱۸۸۹ |       | جورج سالمون                                   | | [ ۹۵ ]        |
| ۱۸۹۰ |       | سیمون نیوکام                                  | | [ ۹۶ ]        |
| ۱۸۹۱ |       | استانیسلاو کانیزارو                           | | [ ۵۲ ]        |
| ۱۸۹۲ |       | رودلف ویرشو                                   | به خاطر «پژوهش‌های وی در زمینه آسیب‌شناسی، آناتومی پاتولوژیک و باستان‌شناسی ماقبل تاریخ» | [ ۵۲ ]        |
| ۱۸۹۳ |       | جرج استوکس                                    | به خاطر «پژوهش‌ها و اکتشافات وی در علوم فیزیکی» | [ ۹۷ ]        |
| ۱۸۹۴ |       | ادوارد فرانکلند                               | به خاطر «خدمات برجسته وی به شیمی نظری و کاربردی» | [ ۹۸ ]        |
| ۱۸۹۵ |       | کارل وایرشتراس                                | به خاطر «پژوهش‌هایش در ریاضیات محض» | [ ۹۹ ]        |
| ۱۸۹۶ |       | کارل گیگنباور                                 | | —             |
| ۱۸۹۷ |       | آلبرت فون کولیکر                              | | —             |
| ۱۸۹۸ |       | ویلیام هاگینز                                 | به خاطر «پژوهش‌هایش در تجزیه و تحلیل طیف استفاده شده برای اجرام آسمانی» | [ ۵۲ ]        |
| ۱۸۹۹ |       | لرد ریلی                                      | به خاطر «سهم وی در علوم فیزیکی» | [ ۱۰۰ ]       |
| ۱۹۰۰ |       | مارسلین بارتلت                                | به خاطر «خدمات برجسته‌اش به علم شیمی» | [ ۵۲ ]        |
| ۱۹۰۱ |       | جوسایا ویلارد گیبس                            | به خاطر «مشارکت‌هایش در ریاضی فیزیک» | [ ۱۰۱ ]       |
| ۱۹۰۲ |       | جوزف لیستر                                    | | [ ۱۰۲ ]       |
| ۱۹۰۳ |       | ادوارد سوس                                    | | [ ۱۰۲ ]       |
| ۱۹۰۴ |       | ویلیام کروکز                                  | | [ ۱۰۲ ]       |
| ۱۹۰۵ |       | دمیتری مندلیف                                 | به خاطر مشارکتش در علم شیمی و فیزیک | [ ۱۰۲ ]       |
| ۱۹۰۶ |       | ایلیا مچنیکو                                  | | [ ۱۰۲ ]       |
| ۱۹۰۷ |       | آلبرت آبراهام مایکلسون                        | به خاطر «پژوهش در نورشناسی» | [ ۱۰۲ ]       |
| ۱۹۰۸ |       | آلفرد راسل والاس                              | | [ ۱۰۲ ]       |
| ۱۹۰۹ |       | جورج ویلیام هیل                               | | [ ۱۰۲ ]       |
| ۱۹۱۰ |       | فرانسیس گالتون                                | به خاطر «پژوهش‌هایش در مورد وراثت» | [ ۱۰۲ ]       |
| ۱۹۱۱ |       | جورج داروین                                   | | [ ۱۰۲ ]       |
| ۱۹۱۲ |       | فلیکس کلاین                                   | به خاطر «پژوهش‌هایش در ریاضیات» | [ ۱۰۳ ]       |
| ۱۹۱۳ |       | ری لنکستر                                     | | [ ۱۰۴ ]       |
| ۱۹۱۴ |       | جوزف جان تامسون                               | به خاطر «کشفیاتش در علم فیزیک» | [ ۱۰۲ ]       |
| ۱۹۱۵ |       | ایوان پاولف                                   | | [ ۱۰۲ ]       |
| ۱۹۱۶ |       | جیمز دیوئر                                    | | [ ۱۰۲ ]       |
| ۱۹۱۷ |       | پیر پاول امیل روکس                            | | [ ۱۰۵ ]       |
| ۱۹۱۸ |       | هندریک لورنتز                                 | به خاطر «پژوهش‌اش در ریاضی فیزیک» | [ ۱۰۲ ]       |
| ۱۹۱۹ |       | ویلیام بیلیس                                  | به خاطر «پژوهش‌هایش در فیزیولوژی و بیوفیزیک» | [ ۱۰۲ ]       |
| ۱۹۲۰ |       | Horace Tabberer Brown                         | | [ ۱۰۶ ]       |
| ۱۹۲۱ |       | جوزف لارمر                                    | به خاطر «پژوهش‌هایش در ریاضی فیزیک» | [ ۱۰۷ ]       |
| ۱۹۲۲ |       | ارنست رادرفورد                                | به خاطر «پژوهش‌هایش در رادیواکتیویته و ساختار اتمی» | [ ۱۰۲ ]       |
| ۱۹۲۳ |       | هوراس لمب                                     | به خاطر «پژوهش‌هایش در ریاضی فیزیک» | [ ۱۰۸ ]       |
| ۱۹۲۴ |       | ادوارد آلبرت شارپه شفر                        | | —             |
| ۱۹۲۵ |       | آلبرت اینشتین                                 | به خاطر «نظریه نسبیت و مشارکتش در نظریه کوانتوم» | [ ۱۰۲ ]       |
| ۱۹۲۶ |       | فردریک گولاند هاپکینز                         | به خاطر «کار برجسته و پرحاصلش در رشته زیست‌شیمی» | [ ۱۰۹ ]       |
| ۱۹۲۷ |       | چارلز شرینگتون                                | «به خاطر کار برجسته‌اش در عصب‌شناسی» | [ ۱۱۰ ]       |
| ۱۹۲۸ |       | چارلز الگرنون پارسونز                         | «به خاطر مشارکت‌هایش در علم مهندسی» | —             |
| ۱۹۲۹ |       | ماکس پلانک                                    | | [ ۱۱۱ ]       |
| ۱۹۳۰ |       | ویلیام هنری                                   | «به خاطر مشارکت‌های برجسته‌اش در بلورشناسی و رادیواکتیویته» | [ ۱۱۲ ]       |
| ۱۹۳۱ |       | آرتور شوستر                                   | | [ ۱۱۳ ]       |
| ۱۹۳۲ |       | جرج الری هیل                                  | | [ ۱۱۴ ]       |
| ۱۹۳۳ |       | توبالد اسمیت                                  | «به خاطر پژوهش و مشاهدهٔ او بر روی بیماری انسان و حیوان» | [ ۱۱۵ ]       |
| ۱۹۳۴ |       | جان اسکات هالدان                              | [ ۱۱۶ ] |               |
| ۱۹۳۵ |       | چارلز تامسون ریس ویلسون                       | | [ ۱۱۷ ]       |
| ۱۹۳۶ |       | آرتور ایوانز                                  | | [ ۱۱۸ ]       |
| ۱۹۳۷ |       | هنری هلت دیل                                  | | [ ۱۱۹ ]       |
| ۱۹۳۸ |       | نیلز بور                                      | | [ ۱۲۰ ]       |
| ۱۹۳۹ |       | توماس هانت مورگان                             | | [ ۱۲۱ ]       |
| ۱۹۴۰ |       | پل لانژون                                     | | [ ۱۲۲ ]       |
| ۱۹۴۱ |       | توماس لوئیس                                   | به خاطر «بررسی‌های بالینی و تجربی وی بر روی قلب پستانداران» | [ ۱۲۳ ]       |
| ۱۹۴۲ |       | رابرت رابینسون                                | | [ ۱۲۴ ]       |
| ۱۹۴۳ |       | جوزف بارکفت                                   | «به خاطر کار برجسته‌اش در زمینه تنفس و عملکرد تنفسی خون» | [ ۱۲۵ ]       |
| ۱۹۴۴ |       | جی آی تیلور                                   | | [ ۱۲۶ ]       |
| ۱۹۴۵ |       | اسوالد آوری                                   | «به خاطر موفقیتش در معرفی روشهای شیمیایی در مطالعه ایمنی در برابر بیماریهای عفونی» | [ ۱۲۷ ]       |
| ۱۹۴۶ |       | ادگار آدریان                                  | «به خاطر پژوهشهای برجسته‌اش در مورد ماهیت بنیادی فعالیت عصبی و اخیراً در بومی سازی برخی از عملکردهای عصبی» | [ ۱۲۸ ]       |
| ۱۹۴۷ |       | گادفری هارولد هاردی                           | «به خاطر نقش برجسته‌اش در توسعه تجزیه و تحلیل ریاضی در انگلستان در سی سال گذشته» | [ ۱۲۹ ]       |
| ۱۹۴۸ |       | آرچی‌بالد هیل                                  | «به خاطر پژوهشهای برجسته‌اش در مورد مشکلات تولید گرما در ماهیچه و پدیده‌های بیوفیزیکی در عصب و سایر بافت‌ها» | [ ۱۳۰ ]       |
| ۱۹۴۹ |       | گئورگ دو هوسی                                 | «به خاطر کار برجسته‌اش در شیمی عناصر رادیواکتیو و به ویژه برای گسترش روش‌های ردیابی رادیواکتیو در بررسی فرایندهای بیولوژیکی» | [ ۱۳۱ ]       |
| ۱۹۵۰ |       | جیمز چدویک                                    | «به خاطر کار برجسته‌اش در فیزیک هسته‌ای و توسعه انرژی اتمی، به ویژه برای کشف نوترون» | [ ۱۳۲ ]       |
| ۱۹۵۱ |       | دیوید کیلین                                   | «به خاطر پژوهشهای بنیادی وی در زمینه‌های انگل‌شناسی، حشره‌شناسی و بیوشیمی آنزیم‌ها» | [ ۱۳۳ ]       |
| ۱۹۵۲ |       | پل دیراک                                      | «به خاطر مشارکت‌های قابل توجه‌اش در دینامیک نسبیتی ذره در مکانیک کوانتوم» | [ ۱۳۴ ]       |
| ۱۹۵۳ |       | آلبرت کلایور                                  | «به خاطر مشارکت‌های برجسته‌اش به عنوان شخصیت اصلی در علم میکروبیولوژی» | —             |
| ۱۹۵۴ |       | E. T. Whittaker                               | «به خاطر مشارکت‌های برجسته‌اش در ریاضیات محض و کاربردی و فیزیک نظری» | [ ۱۳۵ ]       |
| ۱۹۵۵ |       | رانلد فیشر                                    | «به خاطر مشارکت‌های برجستهٔ فراوانش در گسترش و کاربرد آمار در گسترهٔ وسیعی از زیست‌شناسی | [ ۱۳۶ ]       |
| ۱۹۵۶ |       | پاتریک بلاکت                                  | «به خاطر «مطالعات برجسته‌اش در مورد بارش اشعه کیهانی و مزونهای سنگین و رشتهٔ دیرینه‌مغناطیس‌شناسی» | —             |
| ۱۹۵۷ |       | هاوارد فلری                                   | به خاطر «مشارکت‌های برجسته‌اش در آسیب‌شناسی و پزشکی تجربی» | [ ۱۳۷ ]       |
| ۱۹۵۸ |       | جان انزور لیتل‌وود                             | | [ ۱۳۸ ]       |
| ۱۹۵۹ |       | فرانک مک‌فارلن بارنت                           | به خاطر «مشارکت‌های برجسته‌اش در دانش شناخت ویروس‌ها و ایمنی‌شناسی» | [ ۱۳۹ ]       |
| ۱۹۶۰ |       | هارولد جفریس                                  | به خاطر «مشارکت‌های برجسته‌اش در بسیاری از رشته‌های ژئوفیزیک، و همین‌طور نظریه احتمالات و ستاره‌شناسی» | [ ۱۴۰ ]       |
| ۱۹۶۱ |       | هانس آدولف کربس                               | | [ ۱۴۱ ]       |
| ۱۹۶۲ |       | سر سایریل هینشلوود                            | | [ ۱۴۲ ]       |
| ۱۹۶۳ |       | پل فیلدس                                      | به خاطر «مشارکت‌های برجسته‌اش در رشته باکتری‌شناسی.» | —             |
| ۱۹۶۴ |       | سیدنی چپمن                                    | | [ ۱۴۳ ]       |
| ۱۹۶۵ |       | الن هاجکین                                    | | —             |
| ۱۹۶۶ |       | ویلیام لورنس براگ                             | | [ ۱۰۲ ]       |
| ۱۹۶۷ |       | برنارد کتس                                    | | —             |
| ۱۹۶۸ |       | تادئوس رایش‌اشتین                              | | —             |
| ۱۹۶۹ |       | پیتر مداوار                                   | | [ ۱۰۲ ]       |
| ۱۹۷۰ |       | لرد تاد                                       | | [ ۱۰۲ ]       |
| ۱۹۷۱ |       | نورمن پیری                                    | به خاطر «مشارکت‌های برجسته‌اش در بیوشیمی و به ویژه برای توضیح ماهیت ویروس‌های گیاهی» | —             |
| ۱۹۷۲ |       | نویل فرانسیس مات                              | به خاطر «مشارکت‌های اصلی‌اش در طی یک دوره طولانی در فیزیک اتمی و جامد» | [ ۱۰۲ ]       |
| ۱۹۷۳ |       | اندرو هاکسلی                                  | به خاطر «مطالعات برجسته‌اش در مورد مکانیسم‌های ضربه عصبی و فعال شدن انقباض عضلانی» | —             |
| ۱۹۷۴ |       | دبلیو. وی.دی. هاج                             | به خاطر «کار پیشگامانه‌اش درهندسه جبری، به ویژه در نظریه انتگرالهای هارمونیک» | [ ۱۴۴ ]       |
| ۱۹۷۵ |       | فرانسیس کریک                                  | به خاطر «توضیح روشنش از ساختار دی‌ان‌ای و سهم مداوم وی در زیست‌شناسی مولکولی» | [ ۱۰۲ ]       |
| ۱۹۷۶ |       | دوروتی هاجکین                                 | به خاطر کار برجسته‌اش بر روی مولکول‌های پیچیده به ویژه پنسیلین، ویتامین ب۱۲ و انسولین | [ ۱۰۲ ]       |
| ۱۹۷۷ |       | فردریک سنگر                                   | به خاطر «کار برجسته‌اش در مورد ساختار شیمیایی پروتئین‌ها و مطالعاتش در مورد توالی اسیدهای نوکلئیک» | [ ۱۰۲ ]       |
| ۱۹۷۸ |       | رابرت وودوارد                                 | | [ ۱۰۲ ]       |
| ۱۹۷۹ |       | ماکس پروتس                                    | | [ ۱۰۲ ]       |
| ۱۹۸۰ |       | درک بارتون                                    | | [ ۱۰۲ ]       |
| ۱۹۸۱ |       | پیتر دی میچل                                  | | [ ۱۰۲ ]       |
| ۱۹۸۲ |       | جان کارنفورت                                  | به خاطر «پژوهش‌های برجسته‌اش در مورد سنتز و بیوسنتز با کنترل استریوشیمیایی مولکول‌های مهم بیولوژیکی .» | [ ۱۴۵ ]       |
| ۱۹۸۳ |       | رادنی رابرت پورتر                             | به خاطر « توضیح وی در مورد ساختار پادتن‌ها و واکنش هایی که سیستم مکمل پروتئین‌ها را فعال می‌کنند.» | —             |
| ۱۹۸۴ |       | سوبرامانیان چاندراسخار                        | به خاطر « کارهای برجستۀ او در زمینۀ فیزیک نظری، از جمله ساختار ستاره‌ای، نظریۀ تابش، پایداری هیدرودینامیکی و نسبیت.» | [ ۱۴۶ ]       |
| ۱۹۸۵ |       | ارون کلوگ                                     | به خاطر « مشارکت‌های برجستۀ او در درک ما از ساختارهای پیچیده بیولوژیکی و روش های مورد استفاده برای تعیین آنها.» | —             |
| ۱۹۸۶ |       | رودولف پیرلز                                  | به خاطر مشارکت‌های اساسی‌اش در طیف خیلی گسترده‌ای از فیزیک نظری | —             |
| ۱۹۸۷ |       | رابین هیل                                     | به خاطر« مشارکت‌های پیشگامانۀ او در درک ماهیت و مکانیسم مسیر اصلی انتقال الکترون در فتوسنتز» | —             |
| ۱۹۸۸ |       | مایکل عطیه                                    | به خاطر« مشارکت‌های اساسی او در طیف گسترده‌ای از موضوعات در هندسه، توپولوژی، آنالیز و فیزیک نظری» | [ ۱۴۷ ]       |
| ۱۹۸۹ |       | سزار میلستین                                  | به خاطر «مشارکت‌های برجستۀ او در ایمنی‌شناسی، به‌ویژه کشف پادتن‌های مونوکلونال و درک نقش جهش‌های طبیعی در تکمیل پاسخ ایمنی» | —             |
| ۱۹۹۰ |       | عبد السلام                                    | «با توجه به کار او در مورد تقارن قوانین طبیعت، و به ویژه اتحاد نیروهای الکترومغناطیسی و ضعیف.» | [ ۱۴۸ ]       |
| ۱۹۹۱ |       | سیدنی برنر                                    | به خاطر «قدردانی از کمک‌های فراوان او به ژنتیک مولکولی و زیست‌شناسی رشدی و نقش اخیر او در پروژه نقشه‌برداری ژنوم انسانی.» | —             |
| ۱۹۹۲ |       | جرج پرتر                                      | برای «قدردانی از مشارکت‌های او برای درک اساسی فرآیندهای فتوشیمیایی و فوتوفیزیکی سریع و نقش آنها در شیمی و زیست‌شناسی» | [ ۱۴۹ ]       |
| ۱۹۹۳ |       | جیمز واتسون                                   | به خاطر « پیگیری خستگی ناپذیر او برای روشن شدن ساختار DNA تا پیامدهای اجتماعی و پزشکی توالی ژنوم انسان.» | [ ۱۵۰ ]       |
| ۱۹۹۴ |       | فریدریش چارلز فرانک                           | | —             |
| ۱۹۹۵ |       | فرانک فنر                                     | به خاطر «قدردانی از سهم وی در ویروس‌شناسی حیوانات با تأکید ویژه بر ویروس‌های آبله و ورم مخاطی (میکسوماتوز) و ارتباط آنها با میزبان در ایجاد بیماری» | —             |
| ۱۹۹۶ |       | الن کوترل                                     | | [ ۱۵۱ ]       |
| ۱۹۹۷ |       | هیو هاکسلی                                    | به خاطر قدردانی از «کار پیشگامانهٔ او بر روی ساختار عضله و مکانیسم‌های مولکولی انقباض عضلانی، و ارائه راه‌حل‌هایی برای یکی از مشکلات بزرگ فیزیولوژی» | —             |
| ۱۹۹۸ |       | جیمز لایتیل                                   | | [ ۱۵۲ ]       |
| ۱۹۹۹ |       | جان مینارد اسمیت                              | | [ ۱۵۳ ]       |
| ۲۰۰۰ |       | آلن آر. باترزبای                              | | —             |
| ۲۰۰۱ |       | ژاک میلر                                      | | —             |
| ۲۰۰۲ |       | جان پاپل                                      | برای «توسعه روش‌های محاسباتی در شیمی کوانتومی. کار او نظریه تابعی چگالی را به یک ابزار نظری قدرتمند برای شیمی، فیزیک شیمی و زیست‌شناسی تبدیل کرد.» | [ ۱۵۴ ]       |
| ۲۰۰۳ |       | جان گوردون                                    | به خاطر «طیف وسیعی از اکتشافات پیشگامانه‌اش در رشته‌های زیست‌شناسی سلولی و تکاملی.» | —             |
| ۲۰۰۴ |       | هارولد کروتو                                  | به خاطر «مشارکت تاثیرگذارش در درک پویایی اصلی مولکولهای چرخه کربن که منجر به کشف پلی‌این‌ها در محیط بین ستاره‌ای و بوسیله اخترشناسی رادیویی شد و عصر جدیدی را در علم کربن‌شناسی بوجود آورد.» | [ ۱۵۵ ]       |
| ۲۰۰۵ |       | پائول نرس                                     | به خاطر «مشارکتش در زیست‌شناسی سلولی و به‌طور کلی برای توضیح چگونگی کنترل تقسیم سلولی» | —             |
| ۲۰۰۶ |       | استیون هاوکینگ                                | «به خاطر مشارکت برجسته‌اش در فیزیک و کیهان‌شناسی نظری» | [ ۳۲ ]        |
| ۲۰۰۷ |       | رابرت می                                      | به خاطر «مطالعات اصلیش در مورد تعامل در داخل و در میان جمعیت‌های بیولوژیکی که درک ما از چگونگی پاسخ گونه‌ها، جوامع و کل اکوسیستم‌ها به آشفتگی‌های طبیعی یا ساخت انسان را تغییر شکل داد.» | —             |
| ۲۰۰۸ |       | راجر پنروز                                    | به خاطر «بینش‌های زیبا و اصیل او در بسیاری از حوزه‌های ریاضیات و فیزیک ریاضی. سر راجر مشارکت‌های برجسته‌ای در نظریه نسبیت عام و کیهان‌شناسی داشت که برجسته‌ترین کارهایش در حوزه سیاه‌چاله‌ها و بیگ بنگ است.» | —             |
| ۲۰۰۹ |       | مارتین اونز                                   | به خاطر «کار اصلی‌اش در مورد سلول‌های بنیادی موش که موجب انقلابی در رشته ژنتیک شد.» | —             |
| ۲۰۱۰ |       | دیوید کاکس                                    | به خاطر «مشارکت اصلی وی در تئوری و کاربردهای آمار» | [ ۱۵۶ ]       |
| ۲۰۱۰ |       | توماس لیندال                                  | به خاطر «مشارکت اصلی وی در درک زیست‌شیمی تعمیر دی‌ان‌ای» | [ ۱۵۶ ]       |
| ۲۰۱۱ |       | دن مکنزی                                      | به خاطر «مشارکت اصلی وی در درک پدیده‌های زمین‌شناسی و ژئوفیزیکی شامل صفحات تکتونیکی» | —             |
| ۲۰۱۲ |       | جان واکر                                      | به خاطر «کار خلاقانه‌اش در زیست فناوری و کشف مکانیسم سنتز ای‌تی‌پی در میتوکندری‌ها» | [ ۱۵۷ ]       |
| ۲۰۱۳ |       | آندره گایم                                    | به خاطر «مشارکتهای بیشمار علمی او، به‌ویژه، پژوهش مبتکرانه در مورد بلورهای اتمی دوبعدی و اتصال‌های ناهمگون مصنوعی آنها» | —             |
| ۲۰۱۴ |       | الک جان جفریز                                 | به خاطر «کار پیشگامانه‌اش بر روی تغییر و جهش ژنوم انسان» | [ ۱۵۸ ]       |
| ۲۰۱۵ |       | پیتر هیگز                                     | به خاطر «مشارکت‌های اساسی‌اش در فیزیک ذرات با تئوری‌اش که منشأ جرم را در ذرات اولیه توضیح می‌دهد، که با آزمایش‌هایی در برخورددهنده هادرونی بزرگ تأیید شده‌است.» | [ ۱۵۹ ]       |
| ۲۰۱۶ |       | ریچارد هندرسون                                | به خاطر «مشارکت‌های بنیادی و انقلابی در ساخت میکروسکوپ الکترونی مواد بیولوژیکی که منجر به درک ساختار اتمی آن‌ها شد.» | [ ۱۶۰ ]       |
| ۲۰۱۷ |       | اندرو وایلز                                   | به خاطر «اثبات زیبا و غیرمنتظره قضیهٔ آخر فرما که یکی از مهمترین دستاوردهای قرن بیستم بود.» | [ ۱۶۱ ]       |
| ۲۰۱۸ |       | جفری آی. گوردون                               | به خاطر «مشارکت‌هایش در فهم نقش جوامع میکروبی روده در سلامت و بیماری انسان» | [ ۱۶۲ ]       |
| ۲۰۱۹ |       | جان بی. گوداناف                               | به خاطر «مشارکت‌های استثنائی‌اش در علم و تکنولوژی مواد شامل کشف او که منجر به شارژ دوباره باتری‌های لیتیومی شد.» | [ ۱۶۳ ]       |
| ۲۰۲۰ |       | آلن فرشت                                      | «او روش‌های مهندسی پروتئین را برای ارائه توضیحاتی از مسیرهای تاخوردگی پروتئین در تفکیک اتمی توسعه داده و به کار برده که درک ما از این فرایندها را متحول کرده‌است.» | [ ۱۶۴ ]       |
| ۲۰۲۱ |       | ژوسلین بل بورنل                               | به خاطر «کشف تپ‌اخترها که یکی از مهمترین کشفیات قرن بیستم در ستاره‌شناسی است.» | [ ۱۶۵ ]       |